# Lake Sakakawea

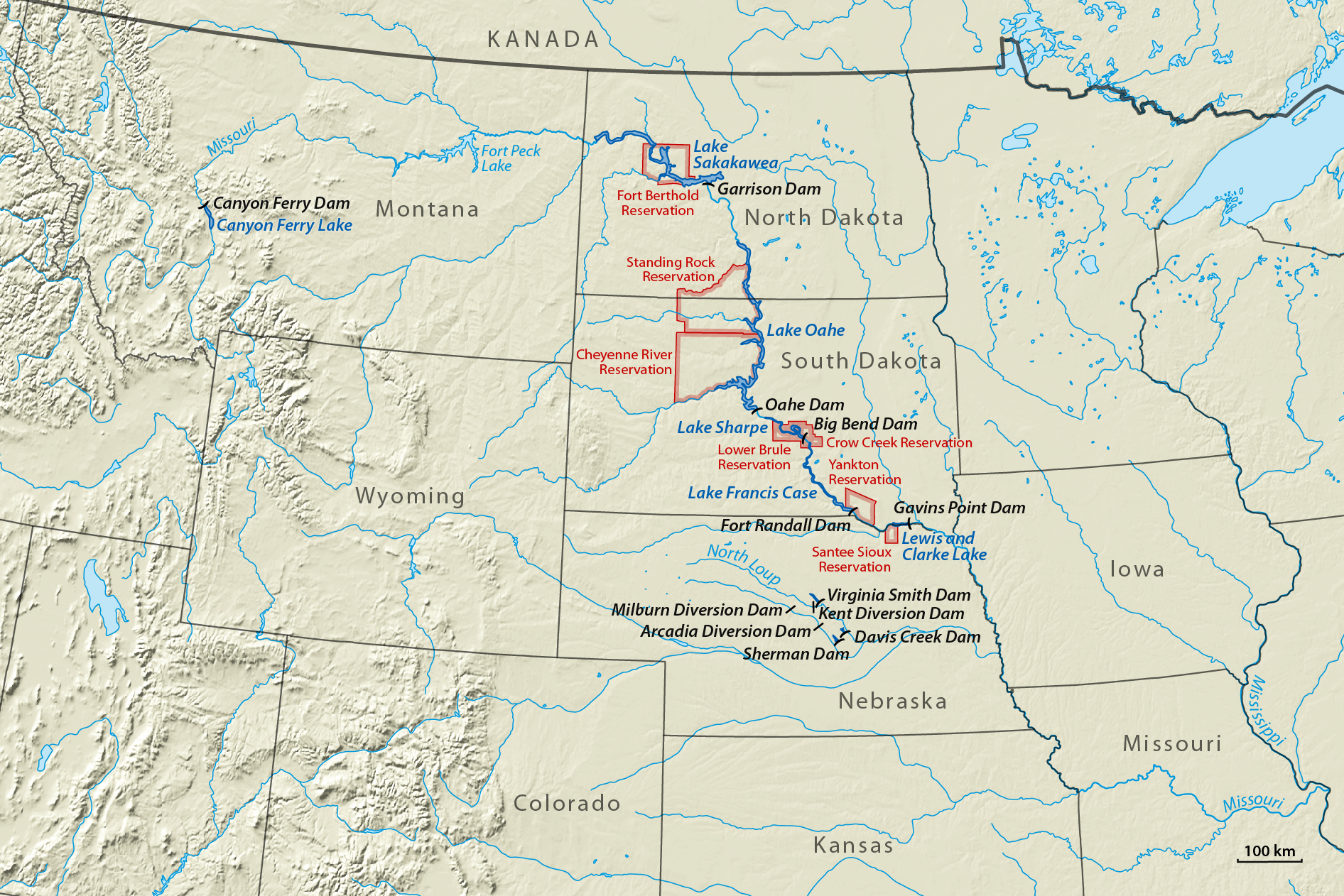
Lage der Staudämme des Pick–Sloan-Programms sowie der von Überflutungen betroffenen Indianerreservate

Der Lake Sakakawea ist ein Stausee in North Dakota in den USA. Der Missouri wird, kurz nachdem er den etwas breiteren Yellowstone River aufgenommen hat, vom Garrison Dam (⊙) aufgestaut, der nach der Kleinstadt Garrison in Nord-Dakota benannt ist. Die Talsperre ist nach der Indianerin Sacajawea benannt. Staudamm und -see dienen dem Hochwasserschutz, der Stromgewinnung, der Schiffbarmachung, der Bewässerung und der Fischzucht. Der Garrison Dam wurde ab 1946 als erster Teil des großangelegten Missouri-Staudammprojekts Pick-Sloan Missouri Basin Program gebaut. Er hatte verheerende Auswirkungen auf das Indianerreservat Fort Berthold Reservation.

## Stausee
Nach der Wasseroberfläche ist der Stausee der zweitgrößte der USA nach dem Lake Powell und nach dem Speicherinhalt ist er der dritt- oder viertgrößte nach dem Lake Mead, dem Lake Powell und – je nach tatsächlichem Speicherinhalt – auch dem Lake Oahe. Der Stausee liegt etwa 80 km von Bismarck, Nord-Dakota entfernt. Bis hierhin reichte in der Eiszeit das Gletschereis.
Der Stausee ist 286 km lang, im Durchschnitt zwischen drei und fünf km und maximal 10 km breit, hat eine Uferlinie von 2000 km und einen Speicherinhalt, der unterschiedlich mit 27,9 bis 31,1 Milliarden Kubikmetern angegeben wird. Die maximale Wassertiefe beim Damm ist 55 m.
Lake Sakakawea überflutete weite Teile der Fort Berthold Reservation.

## Staudamm
Der im Indianerreservat gelegene „Garrison-Damm“ bei Riverdale und Pick City ist (nach dem 1940 in Betrieb genommenen Fort-Peck-Damm) der zweite und bis heute der größte der Staudämme am Missouri. Der Erdschüttdamm wurde vom U.S. Army Corps of Engineers gebaut und wird von ihm betrieben. Im Juni 1953 wurde er von Präsident Dwight D. Eisenhower eingeweiht; die Erdarbeiten wurden 1954 beendet und die restlichen Bauarbeiten dauerten bis 1956. Der Staudamm ist mit seinem Volumen von 50,845 Millionen m³ bei einer Höhe von 62 (oder 64) m und einer Länge von 3444, möglicherweise sogar 4000 m, einer der größten der Welt.
Der Bau des Staudamms hat 300 Mio. Dollar gekostet. Um ihn aufzuschütten, wurden neun Millionen LKW-Ladungen Erde herantransportiert oder täglich 60.000 m³.

## Wasserkraftwerk
Die Turbinen des Wasserkraftwerks am Staudamm haben eine elektrische Generatorkapazität von 515 Megawatt. Im Durchschnitt produzieren sie 240 MW, was für den Bedarf von mehreren Hunderttausend Menschen reicht.

## Fischzucht
In dem Stausee werden auch Fische gezüchtet. Es gibt hier die größte Zuchtstation für Glasaugenbarsche und Hechte, die Garrison Dam National Fish Hatchery. Auch werden gefährdete Arten wie der Weiße Schaufelstör aufgezogen.

## Auswirkungen auf Indianergebiete
Lake Sakakawea verursachte in der Fort Berthold Reservation die stärksten Schäden aller im Rahmen des Pick-Sloan-Programms gebauten Staudämme. Das Reservat ist Heimat der Mandan-, Hidatsa- und Arikaree-Nationen (seit 1934 zum Stammesverbund Three Affiliated Tribes zusammengeschlossen). Der Stausee überflutete über 25 Prozent ihres Landes. Die Indianerstämme verloren rund 617 Quadratkilometer (152.360 Acres) ihres Gebietes. Zwar ist dies eine kleinere Fläche als die Sioux später durch den Stausee Lake Oahe verloren, doch im Fort-Berthold-Reservat waren die Auswirkungen auf die indianische Bevölkerung verheerender: Rund 80 Prozent aller Stammesmitglieder mussten umsiedeln. Sie verloren 94 % ihres Agrarlandes.

## Missouri-Staudämme
Weitere Staudämme, die im Rahmen des Sloan-Pick-Projekts zwischen 1946 und 1966 am Missouri gebaut wurden, sind Canyon Ferry Lake in Montana sowie Oahe, Big Bend Dam, Fort Randall und Gavins Point Dam in South Dakota. Ältere Missouri-Staudämme sind zum Beispiel die Hauser-Talsperre (1907) und der Fort-Peck-Damm (1940) in Montana.